# Моримусы
Morimus — род жуков-усачей из подсемейства ламиин.

## Описание
Усики у представителей данного рода толстые, к концу сильно утончённые. Что касается длины усиков, то она разнится в зависимости от пола: у самцов усики длиннее тела в 1,5-2 раза, в то время как у самок лишь немного длиннее тела (в 1,3 раза), или, иногда, чуть короче его. Третий членик усиков очень длинный, гораздо длиннее первого.

## Систематика
В составе рода:
- Morimus asper (Sulzer, 1776)
- Morimus assamensis Breuning, 1936
- Morimus funereus Mulsant, 1863
- Morimus granulipennis Breuning, 1939
- Morimus inaequalis Waterhouse, 1881
- Morimus indicus Breuning, 1936
- Morimus lethalis Thomson, 1857
- Morimus misellus Breuning, 1938
- Morimus orientalis Reitter, 1894
- Morimus ovalis Breuning, 1943
- Morimus plagiatus Waterhouse, 1881
- Morimus sexmaculipennis Breuning, 1961
- Morimus verecundus Faldermann, 1836